# Media in Italië
De belangrijkste media in Italië, de kranten, de televisie en de radio, worden hier besproken.

## Kranten
De belangrijkste Italiaanse kranten zijn: La Repubblica (oplage 626.000), Corriere della Sera (715.000) en La Stampa (500.000). De belangrijkste linkse kranten zijn L'Unità en Il manifesto. Il Giornale (300.000, eigendom van Berlusconi) behoort tot de rechts gekleurde kranten, evenals Libero en Il Foglio.
Er zijn veel grote regionale dagbladen; het meest gezaghebbende blad in Rome is Il Tempo (243.500) naast Il Messaggero (230.000). Il Sole 24 Ore (330.000) is de belangrijkste Italiaanse zakenkrant.

## Televisie
De staat heeft openbare omroeprechten (publieke omroeplicentie) vergeven aan Radio Audizioni Italiane, inmiddels omgedoopt tot Radiotelevisione Italiana (RAI). Een wet uit 1975 waarborgt de politieke onafhankelijkheid en de objectieve nieuwsvoorziening, maar in de praktijk worden belangrijke posten bij de Rai politiek verdeeld: over het algemeen zijn RaiUno en het journaal TG1 regeringsgezind, RaiDue en het journaal TG2 centrumrechts en RaiTre en haar journaal TG3 centrumlinks georiënteerd. De uitzendingen worden gefinancierd uit kijkgeld en de verkoop van reclamezendtijd. Het verzorgen van radio- en tv-uitzendingen was tot de jaren zeventig een staatsmonopolie, totdat men met lokale uitzendingen dit monopolie wist te doorbreken. De mediamagnaat Berlusconi had handig gebruikgemaakt van de toen geldende wet door zijn landelijke uitzendingen over tientallen 'lokale' stations te distribueren. Daardoor ontstonden er landelijke commerciële zenders in Italië. Begin jaren negentig van de vorige eeuw werden deze commerciële zenders officieel gelegaliseerd, ze kregen licenties om landelijk programma's uit te zenden. Toch is er altijd veel commotie geweest over de mediawetten die telkens positief uitvielen voor Mediaset, de televisiemaatschappij van mediamagnaat en politicus Berlusconi.
Er zijn feitelijk zeven nationale televisiekanalen waarvan er drie in handen zijn van de staat (Rai Uno, Rai Due en Rai Tre) drie in handen van Mediaset, namelijk Canale 5, Italia 1 en Rete 4. Verder is er nog La7, dat in handen is van Telecom Italia Media. Ook de themazenders MTV (van Telecom Italia en MTV Networks/Viacom) en All Music (van L'Espresso) zijn nationaal, terwijl zenders als 7Gold, SuperSix en OdeonTV evenals anderen gesyndikeerde programma's seminationaal brengen. Vooral Berlusconi kreeg scherpe kritiek omdat hij als premier ook de openbare omroep RAI ging domineren (zie Politiek).
Italianen kijken gemiddeld drie uur per dag televisie en de rest van de dag staat de televisie wel aan, maar wordt er niet gekeken.
Doordat kabeltelevisie in Italië niet bestaat, is satelliettelevisie (via de satellietpositie Hot Bird van Eutelsat) zeer populair. Naast veel vrij te ontvangen zenders is Sky Italia een populaire aanbieder van betaaltelevisie met themazenders, sport, films en meer. Sky biedt daarbij ook een relevante nieuwszender onder de naam Sky TG24. Via de antenne is Italië inmiddels net als andere landen begonnen met digitalisering. Digitaal worden via de ether (DVB-T) veel zenders vrij uitgezonden, maar wordt ook via pay-per-view films en sport (voetbal) aangeboden door Mediaset en La7 (Telecom Italia Media).

## Radio

### Geschiedenis
De eerste Italiaanse radio-uitzending vond plaats op 6 oktober 1924. Deze werd uitgezonden door de Unione Radiofonica Italiana (voorloper van de RAI).
In Italië kwam de verspreiding van radio-uitzendingen pas later op gang dan in andere Europese landen. Een van de redenen hiervan is, dat bedrijven die radio-ontvangst mogelijk wilden maken hier lang over vochten. Ze wilden er allemaal geld aan verdienen. Het bedrijf dat onder leiding van Costanzo Ciano stond wist uiteindelijk enkele uitzendingapparaten te kopen van concurrenten en zo radio-uitzendingen mogelijk te maken.
Aan het eind van de jaren zestig veranderde het taalgebruik en de functie van de radio drastisch: de Rai introduceerde telefoongesprekken in de uitzending, waardoor de luisteraars in contact konden komen met de presentatoren. Sinds die jaren is er steeds meer een dialoog op de radio. De radio is niet meer eenrichtingsverkeer, maar manifesteert zich meer als ‘vriend’.
In 1976 stelde het Corte Costituzionale een wet op, waardoor het monopolie op nationale uitzendingen verboden werd. Aan het begin van de jaren tachtig begonnen de (financieel gesteunde) regionale radiozenders zich op nationaal niveau uit te breiden.
De wet Mammì uit 1990 heeft de verschillende types van radio gedefinieerd. Het belangrijkste verschil is dat tussen commerciële radio (gebaseerd op reclame-uitingen) en publieke radio (zonder winstoogmerk). In 1995 waren er 14 netten met een vergunning.

### Publieke zenders
Er zijn tegenwoordig drie nationale publieke radiozenders: Rai Radio 1, die gewijd is aan informatie en reportages; de informatiestroom wordt ieder half uur onderbroken voor het journaal. Rai Radio 2 richt zich op een publiek van jongeren en jonge volwassenen, door middel van entertainment en lichte muziek. Rai Radio 3 is multicultureel; het biedt klassieke muziek, lyriek, theater en culturele programma’s, maar ook wetenschappelijke en journalistieke programma’s.
Er is ook een nationaal verkeersnetwerk (Rai IsoRadio) en er zijn enkele thematische publieke radiozenders, zoals Rai GR Parlamento en Rai FD Auditorium.

### Commerciële zenders
De landelijke commerciële radiozenders zijn onder te verdelen in verschillende categorieën:
Er zijn zenders die muziek en nieuws combineren, zoals RTL 102.5, een muziekzender, gericht op mensen tussen 25 en 45 jaar, waar ieder uur nieuwsberichten worden uitgezonden. De grootste concurrent van RTL 102.5 is Radio Dimensione Suono, ook een muziekzender met elk uur een nieuwsuitzending. Radio Capital (van L'Espresso) gaat uit van hetzelfde principe (muziek en nieuws) en brengt 13 nieuwsberichten per dag. De journalistiek wordt op een moderne wijze gebracht, waardoor het jongeren aanspreekt.
De muziekzenders bieden een programma aan dat bestaat uit muziek en entertainment. Radio Montecarlo biedt klassieke muziek en is gericht op een publiek van jonge volwassenen. Net als Radio 101 brengt het ieder uur korte nieuwsberichten. Kiss Kiss richt zich meer op entertainment en komische programma’s. Radio DeeJay (van L'Espresso, het best beluisterde commerciële radiostation), Radio 105 en Radio Italia Network richten zich voornamelijk op jongeren. Hun succes is gebaseerd op de populaire DJ's, die echte sterren zijn en populaire muziek draaien. Er zijn ook zenders met alleen maar Italiaanstalige muziek, zoals Radio Italia, Radio Italia Anni '60, Lattemiele, Radio Cuore en Margherita.
Nieuwszenders houden zich voornamelijk bezig met nieuws door middel van radiojournaals en journalistieke rubrieken. Radio Radicale is een nieuwszender die erg gericht is op de politiek, de zender is dan ook in het bezit van de partij Lista Pannella. Popolare Network en CNR brengen alleen maar nieuws. Ook debatteren zij met het publiek, waarbij men kritisch tracht te zijn. Radio 24 (gelanceerd door de krant Il Sole 24 Ore) is uitsluitend gebaseerd op informatie en nieuws, met vrijwel geen muziek.
Confessionele radio brengt radio-uitzendingen vanuit een katholiek oogpunt. Radio Vaticana zendt over de hele wereld uit via de satelliet, terwijl men het in FM alleen op regionaal niveau ontvangt. Desondanks heeft de zender veel luisteraars. Radio Vaticana brengt veel nieuwsuitzendingen, die erg gericht zijn op het buitenland. Radio Maria zendt vooral gebeden en religieuze culturele programma’s uit.
Italië kent verder honderden commerciële lokale en regionale zenders in allerlei genres. In Zuid-Tirol (Rai Sender Bozen en Rai Radio TV Latina, in het Duits), Triëst (Rai Radio TRST A.) en Valle d'Aosta (in het Frans) zijn speciale anderstalige uitzendingen.

### Luistercijfers
Van de nationale publieke radiozenders is Rai Radiouno het populairst, met gemiddeld 6.874.000 luisteraars. Hierna volgen Rai Radiodue met 4.752.000 en Radio Raitre met 1.900.000 luisteraars. De verkeerszender IsoRadio trekt gemiddeld 1.267.000 luisteraars per dag.
Van de muziek- en nieuwszenders wordt Radio 102.5 het best beluisterd, gemiddeld door 5.358.000 mensen per dag. Concurrent Radio Capital moet het met 1.671.000 luisteraars doen.
Radio DJ is de populairste commerciële landelijke zender, met 5.362.000 luisteraars. Radio Montecarlo, een andere muziekzender, trekt dagelijks 1.764.000 luisteraars. Radio Kiss Kiss heeft 2.207.000 luisteraars per dag en Radio 105 3.887.000. De zender met alleen Italiaanstalige muziek, Radio Italia, heeft gemiddeld 3.785.000 luisteraars.
Van de nieuwszenders wordt Radio 24 (van ‘Il Sole 24 ore) het meest beluisterd, door 2.225.000 luisteraars. Radio Radicale (van de Lista Pannella) trekt 606.000 luisteraars.

De confessionele zender Radio Maria heeft 1.836.000 luisteraars per dag.
Van de overige hierboven genoemde zenders kunnen geen luistercijfers worden gegeven, omdat deze zenders niet in heel Italië uitgezonden worden en dus geen landelijke zenders zijn. Alle getallen zijn gebaseerd op de eerste twee maanden van 2008.

## Eenzijdigheid
Publieke informatieverstrekking via de media is in Italië vaak eenzijdig. Ten opzichte van andere Europese landen is er in Italië weinig verscheidenheid op de televisiemarkt. Ook de verhouding tussen televisie en krant ligt in Italië anders: waar er in andere Europese landen een dualisme is tussen populaire en elitaire/serieuze pers, is er in Italië een dualisme tussen televisie en krant.

### Weinig verscheidenheid op televisiemarkt
Op de Italiaanse televisie is er weinig verscheidenheid en weinig concurrentie. Er is daarentegen een grote concentratie van commerciële communicatie. De markt is weinig gefragmenteerd ten opzichte van de meer open markt in andere Europese landen. Er heerst een duopolie van twee grote mediabedrijven, dat geen ruimte laat voor nieuwe concurrenten. Rai en Mediaset halen samen 90% van de kijk- en luistercijfers en 95% van de inkomsten binnen. Op de verschillende zenders wordt veelal een vergelijkbare boodschap verkondigd. Europa heeft Italië meermaals gewaarschuwd voor het risico van overtreding van het recht op vrijheid van meningsuiting, omdat Mediaset en Rai een te groot marktaandeel in handen zouden hebben.

### Investering in publiciteit
Ten opzichte van de totale inkomsten van de televisie is het aandeel reclamegelden groot. Door het lage concurrentieniveau op de televisiemarkt verkiezen investeerders de televisie boven de krant. Vooral sinds de jaren ‘90 wordt er meer geïnvesteerd in reclame op televisie dan in publiciteit in de kranten. Door deze monopoliesituatie van de televisie lopen de Italiaanse kranten inkomsten mis. Voor de kranten is het daarom welhaast onmogelijk om een vergelijkbare rol te spelen als de televisie. Dit is een uniek Italiaanse situatie.

### Geringe krantenverkoop
De grote Italiaanse kranten hebben sinds de periode van Berlusconi’s grote politieke macht hun autonomie en vrijheid van meningsuiting fel verdedigd tegen de groeiende druk van politiek en bedrijfsleven. Om toch te blijven verkopen voegen ze vaak boeken, bijlagen, films, muziek etc. toe aan de kranten. Ook door de toegankelijkheid via internet wordt de krant een vaster onderdeel in de dagelijkse cultuur.
Het aantal kranten per hoofd van de bevolking is echter laag ten opzichte van de aantallen in andere Europese landen. In Italië is het niet gebruikelijk om op een krant geabonneerd te zijn; de krant wordt gekocht in de kiosk. Italianen hebben derhalve minder regelmatig een krant in hun bezit dan andere Europeanen. Dat is een obstakel voor de ontwikkeling van de markt.
Italianen lezen weinig en hebben een laag leesniveau ten opzichte van andere Europeanen. Daarnaast zijn ze gemiddeld lager opgeleid en zijn ze gemiddeld minder breed ontwikkeld. Daarentegen kijken ze gemiddeld meer televisie.

### Televisie als politiek instrument
De eenzijdigheid van de informatievoorziening door de media wordt niet als een nationaal probleem besproken in de Italiaanse politiek, terwijl een sterke democratie niet kan bestaan zonder vrije pers en pluralisme in het aanbod van kranten en televisiezenders.
Van oudsher was televisie in Italië een staatsapparaat en het is nog steeds verweven met het politieke apparaat. Het is voor de politiek belangrijk om de touwtjes op mediagebied in handen te hebben om de media in dienst te kunnen blijven stellen van de politiek. Berlusconi kan zijn invloed bijvoorbeeld vrijwel direct uitoefenen op de zenders van Mediaset, waarvan hij de eigenaar is. Wel zijn er voor tijdens de verkiezingen regels opgesteld waarin wordt geëist dat de verschillende partijen een vergelijkbare hoeveelheid zendtijd krijgen, maar daarin staat niet beschreven op welk moment van de dag (bijvoorbeeld prime time of midden in de nacht) die zendtijd moet zijn.